# Flex (журнал)
«FLEX» или «Joe Weider’s FLEX» — американский журнал о бодибилдинге, публикуемый корпорацией «American Media».

## О журнале
Журнал «Flex», был основан в 1983 году известным деятелем культуризма, основателем «Международной Федерации Бодибилдеров» (англ. «International Federaion of BodyBuilders», IFBB) и конкурса «Мистер Олимпия» — Джо Уайдером.
На обложке первого номера журнала была использована фотография Криса Дикерсона. Первые версии были, по существу, местной рекламой, впоследствии издание, при сохранении обилия рекламы пищевых добавок для культуристов, стало предлагать советы по силовым тренировкам и спортивному питанию, а также материалы об известных культуристах.
Журнал «Flex», специализирующийся на «хардкорном» профессиональном бодибилдинге, менее распространён, чем более «мейнстримный» партнёрский журнал от того же издательства — «Muscle & Fitness», однако также активно распространяется, помимо США, в других англоязычных странах (Великобритании, Австралии), локализованные версии — также в других странах, в том числе, в России. Среднемесячное значение продаваемого в США и Канаде тиража журнала за 2-е полугодие 2012 года, по независимой аудиторской оценке Alliance for Audited Media, составило около 65 тысяч экземпляров.
С журналами «Flex» и «Muscle & Fitness» в течение десятилетий связан культурист, актёр и общественный деятель Арнольд Шварценеггер, работавший в них в качестве модели, колумниста, а впоследствии и редактора. Работа Шварценеггера в журналах прервалась в 2003 году в связи с избранием губернатором штата Калифорния, однако после ухода в отставку с государственного поста в 2011 году, в начале марта 2013 года он объявил на спортивном фестивале «Арнольд Классик» о своём возвращении к пропагандированию культуризма и обязанностям главного редактора (executive editor) обоих журналов.